# 327 هـ
327 هـ هي سنة في التقويم الهجري امتدت مقابلةً في التقويم الميلادي بين سنتي 938 و939.

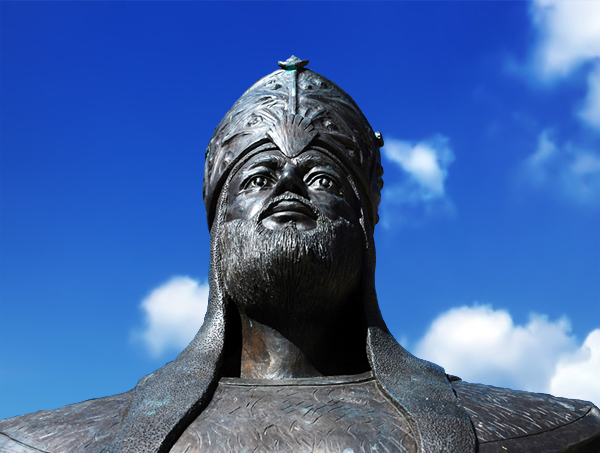
المنصور بن أبي عامر

## أحداث
- معركة الخندق (939 م)

## مواليد
- ابن نباتة السعدي، شاعر بغدادي.
- المنصور بن أبي عامر

## وفيات
- ابن أبي حاتم
- ابن عمار الشهيد
- الخبز أرزي
- محمد بن جعفر الخرائطي